# Ognjen Davidović
Ognjen Davidović (* 17. August 1998) ist ein bosnischer Fußballspieler.

## Karriere
Davidović begann seine Karriere beim FK Rudar Prijedor. Im Mai 2016 stand er gegen den FK Željezničar Sarajevo erstmals im Profikader von Rudar Prijedor. Sein Debüt für den Verein in der Premijer Liga gab er im selben Monat, als er am 30. Spieltag der Saison 2015/16 gegen den FK Velež Mostar in der Startelf stand. Mit Rudar Prijedor stieg er zu Saisonende in die Prva Liga ab. In den folgenden drei Spielzeiten kam er zu 78 Einsätzen in der zweithöchsten bosnischen Spielklasse, in denen er fünf Tore erzielte.
Zur Saison 2019/20 wechselte er zum Drittligisten FK Sloboda Novi Grad. Im Januar 2020 wechselte Davidović nach Österreich zum Regionalligisten FC Gleisdorf 09. Für Gleisdorf kam er insgesamt zu zwei Einsätzen in der Regionalliga. Zur Saison 2021/22 wechselte er zum fünftklassigen TuS Bad Waltersdorf.